# Hattenheimer Gespräche
Die Hattenheimer Gespräche fanden von Januar bis Juli 1950 zunächst in Hattenheim und zuletzt in Maria Laach statt. Sie wurden von Vertretern der Industrie- und Handelskammern und der Gewerkschaften geführt. Bei den Gesprächen waren auch Mitarbeiter des Wirtschaftsministeriums der Bundesregierung vertreten. Thema war Paritätische Mitbestimmung in der Montanindustrie mit mehr als 1.000 Mitarbeitern in der Britischen Zone. Als Initiator gilt Wilhelm Vorwerk. Insgesamt gab es drei Treffen: Das erste vom 9. bis 13. Januar 1950, das zweite am 30. und 31. März und das letzte am 5. und 6. Juli, das letztlich zum Abbruch führte.
Im Wesentlichen ging es dabei um „die Grundzüge eines künftigen Bundeswirtschaftsrates (Bundeswirtschaftsministerium), über den Aufbau von Ländeswirtschaftsräten auf regionaler Ebene, über die Einschränkung der Aufgaben von Industrie- und Handelskammern und weitgehend auch über das außerbetriebliche Mitbestimmungsrecht der Gewerkschaften auf personellem und sozialem Gebiet. In all diesen Punkten wurden sich die Partner einig.“ Nicht einigen konnte man sich in den Fragen der Mitbestimmung. Die Forderungen der Gewerkschaften, die Aufsichtsräte zur Hälfte mit Gewerkschaftern – unter Umständen sogar von außerhalb des Betriebes – zu besetzen, war für die Industrievertreter nicht hinnehmbar und führte letztlich zu deren Gesprächsabbruch.
Trotzdem waren die Gespräche sehr hilfreich. Es wurde eine Gesetzesvorlage formuliert, die das seit der Aufhebung des Gesetzes zur Ordnung der nationalen Arbeit (Gesetz vom 20. Januar 1934) seit 1946 an die Länder übertragene Mitbestimmungsrecht auf Bundesebene zurückschob, um sich inzwischen entwickelte Ungerechtigkeiten zwischen den Ländern zu beseitigen. Der Gesetzentwurf wurde am 23. Januar 1951 vom Kabinett verabschiedet.